# Brigitte Wimmer
Brigitte Wimmer geb. Feuchtmüller (* 22. Mai 1946 in Bad Mergentheim) ist eine deutsche Politikerin (SPD). 

## Leben
Brigitte Wimmer absolvierte eine Lehre als Schriftsetzerin und arbeitete in diesem Beruf bis 1984. Von 1984 bis 1996 war sie über ein Zweitmandat im Landtagswahlkreis Karlsruhe II Mitglied des Landtages von Baden-Württemberg. Von 1987 bis 1995 war sie stellvertretende SPD-Landesvorsitzende und von 1995 bis 1997 Generalsekretärin der SPD Baden-Württemberg. Von 1998 bis 2005 war sie als direkt gewählte Kandidatin für den Bundestagswahlkreis Karlsruhe-Stadt im Deutschen Bundestag. Als ordentliches Mitglied des Auswärtigen Ausschusses und des Ausschusses für wirtschaftliche Zusammenarbeit und Entwicklung lag ihr inhaltlicher Schwerpunkt auf Afrika.
Brigitte Wimmer gehört seit 11. Juli 2007 zum Sprecherteam des Arbeitskreises Mit Recht gegen Rassismus.
Brigitte Wimmer ist verheiratet und hat zwei erwachsene Kinder.